# Hawtree
Hawtree is een familie die drie generaties golfbaanarchitecten heeft opgeleverd: Frederick George Hawtree (overleden in 1955), zijn zoon Fred William Hawtree (overleden in 2000) en zijn kleinzoon Martin G. Hawtree. De drie generaties Hawtree hebben gezamenlijk aan ruim 750 projecten gewerkt. Een van de banen waar alle drie Hawtrees aan hebben gewerkt, is de Royal Birkdale Golf Club.

## Frederick George Hawtree
Fred Hawtree richt in 1912 een eigen bedrijf op om golfbanen te ontwerpen en aan te leggen. De eerste baan die hij aanlegt, is Croham Hurst. In 1922 gaat hij samenwerken met John Henry Taylor (1871-1963), vijfvoudig winnaar van het Open (1894, 1895, 1900, 1909 en 1913). Samen ontwerpen zij ongeveer 50 golfbanen, waaronder Addington Court, waar ook hun nieuwe kantoor komt. 
- 1909: Golf de Fontainebleau
- 1911: Croham Hurst Golf Club
- 1912: Royal Latem Golf Club
- 1922: Formby Golf Club, laatste 4 holes gewijzigd
- 1932: Royal Birkdale Golf Club geheel gewijzigd
- Mount Mitchell Golf Club

## Fred W. Hawtree
In 1938 gaat Fred W. bij zijn vader werken. Na de Tweede Wereldoorlog verlaat Taylor het bedrijf, dat daarna Hawtree & Son heet. Het doel van het bedrijf is sinds de oorlog niet meer om banen aan te leggen, maar vooral om ze te ontwerpen. In de jaren vijftig en zestig ontwerpen ze veel banen in Frankrijk en België, en in de jaren zestig ook veel in Spanje. In de jaren zeventig zijn ze zo beroemd dat ze ook naar de Verenigde Staten worden gehaald, en naar andere Europese landen.
- 1956: De Zuid Limburgse Golf- en Countryclub Wittem in Gulpen-Wittem
- 1958: Golf de Saint-Nom-la-Bretèche in samenwerking met J.M. Rossi
- 1959: Royal Waterloo Golf Club
- 1966: Limburg Golf & Country Club in Houthalen
- Vallda Golf & Country Club, bij Göteborg in Zweden

Wijzigingen aan Killarney in Ierland, uitbreiding van Hillside Golf Club in de V.S.
In de jaren tachtig trekt Fred W. zich terug om onderzoek te doen en boeken te schrijven. waaronder:
'The Golf Course: Planning, Design, Construction and Management' in 1983.

## Martin G. Hawtree
In 1973 komt Martin Hawtree bij zijn vader Fred W. in het bedrijf, en in 1979 wordt hij partner. In 1980 verhuist het bedrijf naar Woodstock. Als Fred W. het bedrijf in 1985 definitief verlaat, zet Martin het voort. De naam wordt gewijzigd in Hawtree Limited.

- 1989: Reems Creek in North Carolina
- 1991: Golf de Durbuy
- 1999: Lahinch Golf Club in Ierland
- 2000: Oceânico Millennium
- 2012: Trump Links in Aberdeenshire, Schotland

Wijzigingen aan: Vilamoura in Portugal, Carnoustie in Schotland voor het Open in 2007, Royal Ostende in 2008.